# Dicranomyia (Dicranomyia) selkirki
Dicranomyia (Dicranomyia) selkirki is een tweevleugelige uit de familie steltmuggen (Limoniidae). De soort komt voor in het Neotropisch gebied.